# 2005年台灣電視頻道換照爭議
2005年台灣電視頻道換照爭議是2005年8月中華民國行政院新聞局衛星電視審議委員對有線電視、衛星電視頻道撤消執照的爭議。

## 原因
行政院新聞局衛星廣播電視事業審查委員會於2005年8月對有線電視、衛星電視頻道進行審核執照。最後有七個頻道未通過審核，因而停播：
- 華爾街財經台
- CASA房金衛視財經台
- 蓬萊仙山衛星電視台
- 歐朋電視台[1]
- 彩虹頻道
- 龍祥電影台
- 東森新聞S台

其中，前六個頻道，據衛星電視審議委員表示，是因播放色情節目，或內容過於商業化，或財務結構不佳，而未通過審核。
主要爭議點落於東森新聞S台一案上。東森新聞S台為東森電視旗下頻道，新聞局認為此頻道多數節目過於商業化、綜藝化。並舉例王育誠主持之節目《社會追緝令》屢次播出「鋼管辣妹」、「應召酒店」等，被核處罰款23次。新聞局局長姚文智面對媒體時亦曾答覆：「（東森新聞S台）腥羶色、違法的情況特別嚴重」。
新聞局其他理由包括：腳尾飯事件即由東森電視工作人員協助「造假」，東森新聞S台及東森新聞台並存問題，以及東森新聞台報導內容問題不恰當，並舉例東森電視董事長王令麟登上CNN及其女兒代言化粧品，亦成為報紙新聞中的一條。但也有消息指出，姚文智原欲關閉東森新聞台，但因種種因素而改為關閉違規較少的東森新聞S台。
蓬萊仙山與歐朋電視台則是因爲一到深夜就播出以色情廣告爲主的「清涼秀」，而遭停播。
臺灣在野黨即強烈批評新聞局違反新聞自由，要求催生國家通訊傳播委員會（NCC）。

## 各界反應

### 臺灣
- 姚文智：新聞局局長姚文智表示，此次新聞換照是要打擊「違反社會善良風俗」的頻道，此類頻道未來都也可能被打進退場機制，新聞局希望媒體自律。
- 連戰：中國國民黨主席連戰批評，陳水扁政府抹殺新聞自由：「這次的換證，我們覺得，給台灣的自由、民主的歷史，可以說，創造了一個偌大的污點，不容易來彌補。」
- 李永萍：親民黨立法委員李永萍批評這是政府濫用公權力干預媒體，並表示擔心二次白色恐怖時代降臨。

### 國際媒體
8月5日東森新聞報的報導「台灣有線電視撤照風波　國際媒體形容『媒體風暴』」一文中，宣稱各國際媒體反應：
- 美聯社：引述連戰的評論以及訪問民主學者的觀點，認為臺灣民主正在退步，指出台灣新聞審查機制需要檢討。
- 美國之音：引述親民黨籍立委李永萍的評論批評臺灣政府。
- 南華早報：認為這事件扼殺新聞自由、貽笑國際、民主污點。

## 後續
- 雖然東森新聞S台原欲申請「暫緩處分」，並計畫強力抗爭。但8月3日王令麟要求東森電視內部冷靜因應，「除訴諸正常行政訴訟、行政救濟程序外，不需要作其他抗爭」。新聞局亦退讓一步，同日接受東森新聞S台停播後，57頻道以原78頻道「超級X台」代替，同樣審核未通過的龍祥電影台亦同意改以Mega電影台（後來更名為龍祥時代電影台）播出。
- 8月4日0時，東森新聞S台準時停止播送，多數隸屬東森系統的有線電視業者立刻將訊號改為「超級X台」頻道，第一個節目為《大家來釣魚》。
- 超級X台在8月4日後的多數主持人與原先東森新聞S台相同，但《社會追緝令》等爭議性節目及新聞類節目未再出現，此事件遂落幕。[2]
- 東森新聞S台2006年7月19日復播，2007年7月14日更名為ETtoday財經生活台。
- 由於此事及以後的TVBS資金來源爭議，再加上《台灣壹週刊》報導行政院秘書長李應元於7月26日晚間邀約台灣電力公司、台灣糖業公司等六家國營事業負責人支持親綠媒體《台灣日報》[3]，令在野黨認為新聞局藉機迫害非綠媒體、縱容親綠媒體，故強行通過《國家通訊傳播委員會組織法》，使新聞局的功能大幅轉移至國家通訊傳播委員會。
- 歐朋電視停播後由環球衛視接替，而後又改名大利電視台，2009年停播。
- 蓬萊仙山停播後由台灣衛視接替，之後再以「蓬萊綜合台」名義向NCC申請執照並重新於有線電視上架，2011年11月改名為凱亞綜合台，2020年7月再改名為双子衛視，持續播送至今。2012年4月，蓬萊仙山創辦人莊添光不堪地下錢莊逼迫還債，在汽車旅館自殺身亡。
- 彩虹頻道於2006年5月9日回復執照，持續播送至今。

## 結果
被撤照的電視台陸續提起訴願。當時以財務狀況不良為理由遭新聞局強制撤照停播的龍祥電影台於2006年2月3日獲得行政院訴願委員會裁定訴願成功，龍祥電影台經營者龍祥育樂多媒體表示將向新聞局提出新台幣十八億元國家賠償。行政院訴願會並於2月17日指出，新聞局原先撤銷東森S台的處分理由未盡充分，應予撤銷；新聞局應在兩個月內重新審查後，另做適法處分。龍祥育樂多媒體與東森電視都聲稱要提起國家賠償。
前新聞局長姚文智於3月9日對此表示，當初不同意龍祥電影台換照，是新聞局頻道審議委員會合議的決定，並非他個人的看法。依照外國案例，做成決議的學者專家應負擔相當賠償責任；審照過程中，新聞局及審議委員會對相關電視台數百名員工工作權的輕忽亦引起批評。

## 外部連結
- 東森在玩「模擬報導」嗎？（質疑上面的東森報導的真實性）